# Hudební škola

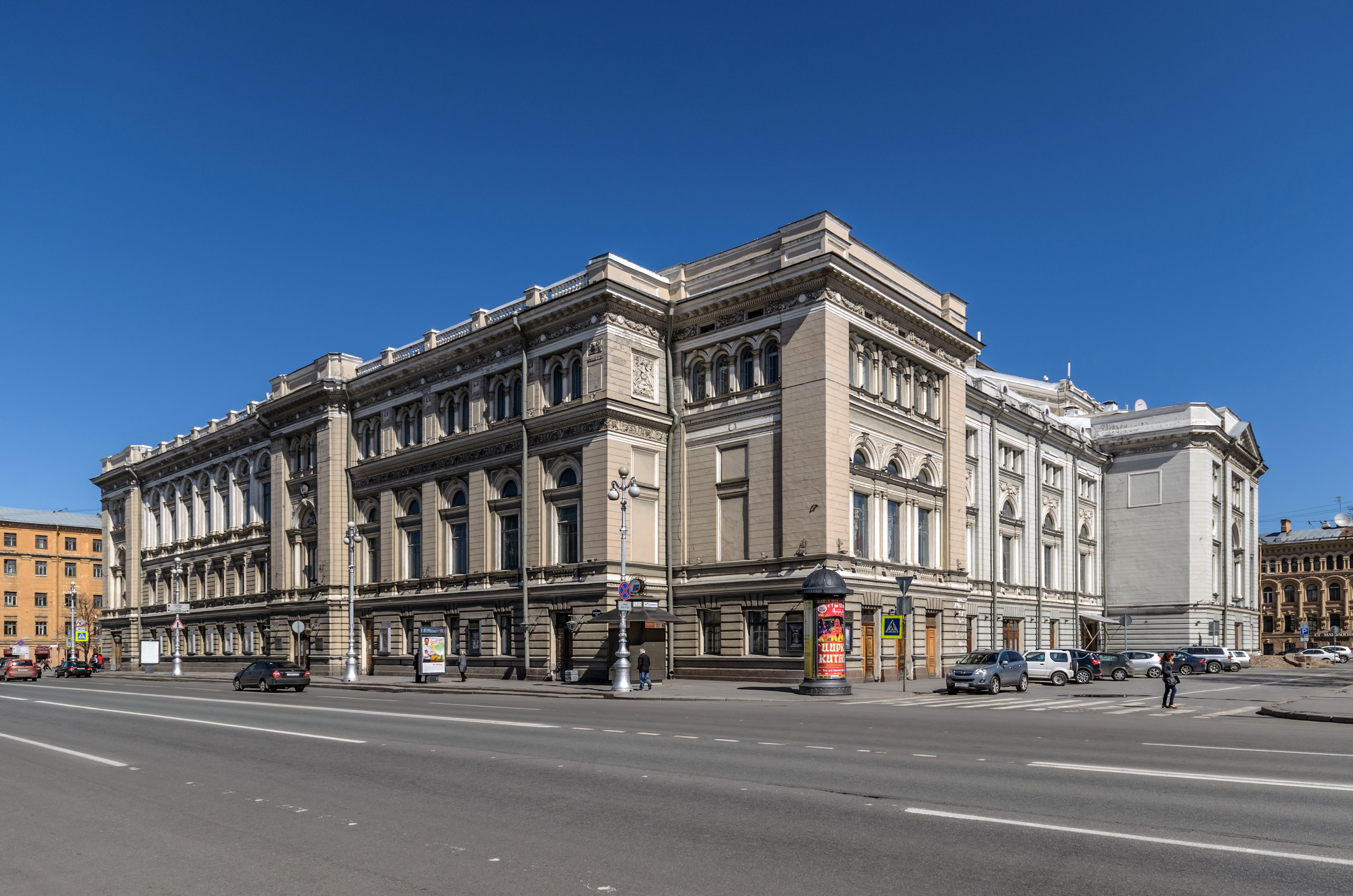
Mezi absolventy Petrohradské konzervatoře N. A. Rimského-Korsakova patřili například Petr Iljič Čajkovskij, Sergej Prokofjev, Dmitrij Šostakovič nebo George Balanchine.

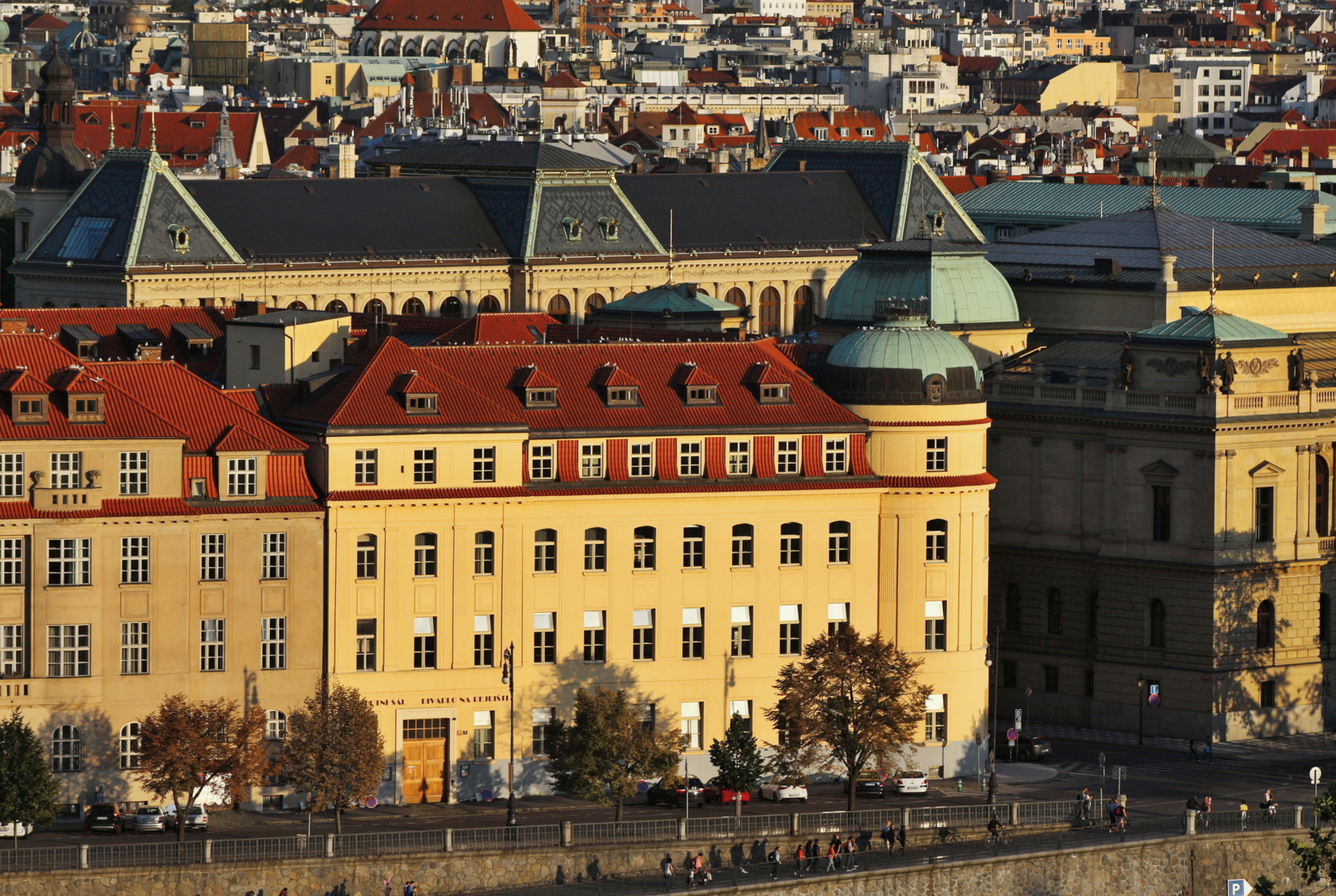
Pražská konzervatoř

Výraz hudební škola může mít dva hlavní významy. První obecný (škola - instituce) a specifický (škola - skupina osob, či období), přičemž oba významy se v některých případech mohou překrývat:
- v obecné rovině pojem hudební škola představuje hudební vzdělávací instituce, která se specializuje na studium, výuku a zkoumání hudby. Takovými institucemi jsou obvykle hudební školy ve smyslu konzervatoří, hudební akademie, hudební vysoké školy, hudební fakulty (na univerzitách a vysokých školách), hudební oddělení (větší instituce, např. hudební fakulta) apod. V českém prostředí se pro nejnižší stupeň hudebních škol používá název Základní umělecká škola (ZUŠ, dříve též lidová škola umění, LŠU, tzv. liduška). Tyto školy a zařízení zajišťují praktickou výuku (hra na hudební nástroje, zpěv, komponování, dirigování, přednes interpretace atd.) a teorii (obecná hudební teorie, akademické zkoumání, muzikologie, dějiny hudby apod.)
- hudební škola ve smyslu určitého období hudebních dějin (Mannheimská škola, Notredamská škola, Benátská, Neapolská operní škola a další, či národní hudební školy).

## Vzdělávací instituce
Hudební pedagogika může probíhat v rámci všeobecné povinné školní docházky, nebo ve specializovaných hudebních školách pro děti jako jsou lidová škola umění apod., v Anglii je to např. Purcellova škola. Děti základních škol mohou rovněž hudba pedagogika v mimoškolních institucích jako např. hudební akademie nebo hudební školy. Například ve Venezuele existuje studijní systém (El Sistema) mládežnických orchestrů, který poskytuje bezplatné mimoškolní hudební vzdělávání na hudebních školách zvaných núcleos.
Výrazu “hudební škola” se užívá také pro instituce vyššího vzdělání jako jsou:
- konzervatoř (Pražská konzervatoř, Státní konzervatoř N. A. Rimského-Korsakova v Petrohradu, Pařížská konzervatoř, Moskevská konzervatoř, New England Conservatory. V některých částech Evropy může být ekvivalentem vyšší škola hudby nebo univerzita hudby, jako např. Hochschule für Musik und Tanz Köln (Hudební univerzita v Kolíně nad Rýnem), Vysoká škola hudební a divadelní Felixe Mendelssohna-Bartholdyho v Lipsku, či vysoké hudební školy (Jacobsova hudební škola Indianské univerzity ad.).
- Hudební akademie, jako Hudební akademie múzických umění, Janáčkova akademie (JAMU) v Brně, finská Sibeliova akademie nebo Royal Academy of Music v Londýně ad.
- Hudební fakulty jsou na univerzitách a vysokých školách (Filosofická fakulta UK, Filosofická fakulta MUNI, Fakulta hudby Dona Wrighta na Univerzitě Západního Ontaria. hudební vysoká škola (Vysoká škola hudební v Lipsku, Royal College of Music, Berklee College of Music ad.)
- hudební oddělení, jako součást Kalifornské univerzity v Santa Cruz

## Historie

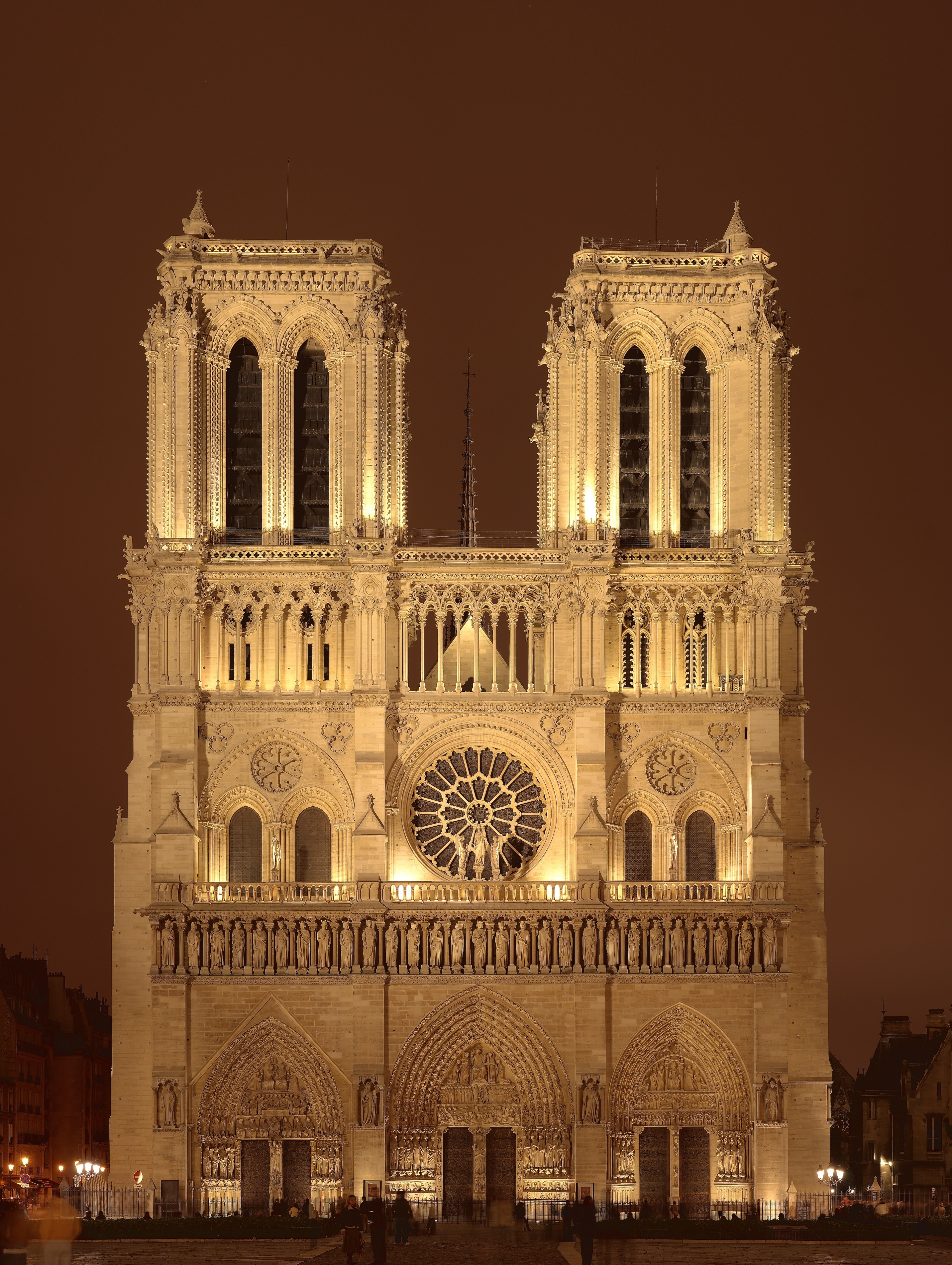
Kolem pařížské katedrály Notre Dame vznikla hudební škola Notre Dame, která byla významným střediskem rané polyfonní hudby.

### Nejstarší školy
Ačkoli hudba a určitý stupeň hudebního vzdělání existuje po tisíce let, nejstarší dějiny hudby jsou stále předmětem dohadů. I poté, co začaly být zaznamenány dějinné události, hudba jako takové je zmiňována častěji než hudební vzdělávání. V biblické tradici, byly hebrejské litanie bohatě hudebně doprovázeny, avšak Tóra i Pentateuch o hudební praxi či pedagogice hudby v raných dobách Judey mlčí. Nicméně na základě I. knihy Samuelovy 10, badatel Alfred Sendrey hovoří o “náhlém a nevysvětlitelném vzestup velkých sborů a orchestrů, sestávajících z důkladně organizovaných a školených hudebních uskupení, což by bylo nemyslitelné bez předchozí soustavné metodické přípravy.” To vedlo některé badatele k závěru, že prorok Samuel byl patriarchou školy, která vzdělávala nejen kazatele a svaté muže, ale také vyškolené hudebníky.

### Raně křesťanské školy
Papežský sbor Schola cantorum v Římě je zřejmě první doloženou hudební školou v historii. Ve 4. století vytvořil papež Řehoř I. Veliký (540–604) trvalý cech (tehdejší schola skutečně připomínala spíše cech nežli školu). Tyto školy tvořili mniši, světští duchovní a mladí chlapci. Katedrální škola Wells založená v Anglii již v roce 909 za účelem výuky sborových zpěváků, pokračuje dodnes v tradici výuky sboristů a instrumentalistů. Nicméně činnost této školy byla zřejmě nejméně jednou přerušena a později znovu obnovena.
Škola svatého Martiala ve stejnojmenném opatství ve francouzském Limoges byla v 10. - 12. století významnou školou s rozvojem hudební skladby, zejména tropů, sekvencí a raného organa. V tomto ohledu byla významným předchůdcem pařížské hudební školy Notre Dame. Notredamská škola na přelomu 12. a 13. století byla prvním místem komponování nejstarší polyfonní hudby, která získala mezinárodní věhlas. Škola představovala skupinu skladatelů a zpěváků, kteří působili při katedrále Notre-Dame in Paříž. První zmínka o chlapeckém sboru spojeném s hudební školou Escolania de Montserrat je z roku 1307 a jeho tradice hudebního vzdělání stále pokračuje.

### Evropská renesance
Jednou z nejstarších hudebních institucí na světě je Italská Accademia Nazionale di Santa Cecilia se sídlem v římském auditoriu Parco della Musica. Byla založena v roce 1585 na základě papežské buly Ratione congruit Sixta V., která vzpomínala dva významné světce v dějinách západní hudby: papeže Řehoře Velikého, po němž je (poněkud mylně) nazván gregoriánský zpěv, a svatou Cecílii, patronku zpěváků a hudebníků. Akademie byla založena jako "kongregace" či "bratrstvo" – duchovní cech, který během staletí vyrostl z fóra místních hudebníků a skladatelů do mezinárodně uznávané akademie aktivní ve výuce hudby. Učitelský sbor akademie tvoří stovka vynikajících hudebních pedagogů.

### Konzervatoře
Taktéž výraz konzervatoř má původ v renesanční Itálii 16. století a zpočátku označoval sirotčince (conservatori) v rámci špitálů. Sirotkům (ital. conservati – chráněnci) se zde dostávalo hudebního vzdělání, aby nemuseli žebrat, ale mohli si na obživu vydělávat hudbou. Výraz konzervatoř se pak postupně ustálil jako označení (střední) hudební školy. Tyto špitální konzervatoře byly prvními světskými institucemi vybavené pro praktickou hudební výuku. Později, v 18. století, hrály italské konzervatoře hlavní roli ve výuce hudebníků a skladatelů.